# Heribert Arens
Heribert Arens OFM (* 1942 in Werl) ist ein deutscher römisch-katholischer Theologe, Ordenspriester, Franziskaner und Homiletiker.

## Leben
Heribert Arens ist seit 1961 Mitglied des Franziskanerordens. Nach dem Studium der Philosophie und Theologie in Münster und Paderborn wurde er 1967 in Paderborn zum Priester geweiht. Von 1968 bis 1970 folgte ein Studium der Homiletik und Sprecherziehung in München am Institut für Katechetik und Homiletik. Er war in der Krankenhaus- und Gesprächsseelsorge tätig, ebenso in der Predigtausbildung.
Am 19. Januar 1983 wählte ihn das Provinzkapitel der Sächsischen Franziskanerprovinz (Saxonia) in Werl zum Provinzialminister; er leitete die Provinz bis 1989. Danach war er Leiter des Noviziats der Provinz, von 1995 bis 2001 in einer zweiten Amtsperiode wieder Provinzial. Von 2001 bis 2005 nahm er am Institut der Orden (IMS) die Aufgabe eines Fachbereichsleiters für Prozess- und Kapitelsbegleitung wahr. Anschließend war Heribert Arens Guardian des Klosters Hülfensberg im Eichsfeld (Thüringen),  seit 2013 Guardian im Kloster Vierzehnheiligen und Wallfahrtsleiter an der dortigen Basilika. Heute lebt er im Ruhestand im Kloster in Dorsten.

## Mitarbeit in Fachgremien
- Homiletische Arbeitsgruppe Münster
- Redaktion der Predigtzeitschrift Der Prediger und Katechet (PUK)
- Kuratorium für den ökumenischen Predigtpreis des Verlags für die Deutsche Wirtschaft

## Auszeichnung
- ökumenischer Predigtpreis des Verlags für die Deutsche Wirtschaft (2000)

## Werke (Auswahl)

### Publikationen in Buchform
- Die Predigt als Lernprozess. München 1972, ISBN 3-466-20152-7.
- mit Franz Richardt und Josef Schulte: Kreativität und Predigtarbeit. Vielseitiger denken, einfallsreicher predigen. München 1974, ISBN 3-532-71312-8.
- mit Franz Richardt und Josef Schulte: Positiv predigen: Homiletische Hilfen und Beispiele. München 1977, 2. Auflage München 1978, ISBN 3-532-71315-2.
- mit Franz Richardt und Josef Schulte: Die Predigt vom menschenfreundlichen Gott: Gebote und Leid als Prüfsteine der Verkündigung. München 1980, ISBN 3-532-71306-3.
- mit Werner Mertens, Gisbert Preuß, Wolfgang Strotmeier und Josef Tasch: Wi(e)der die Steinzeit – Modelle für Predigten, Gemeindearbeit und Katechese. München 1981.
- Gott, du bist so menschlich: Beobachtungen und Meditationen zum Lukasevangelium. München 1982, ISBN 3-7904-0364-4.
- (Hrsg.): Ökumenisch predigen. Predigten mit Hintergrund. Edition Der Prediger und Katechet. Donauwörth 2003.
- Suchst du Gott, dann such ihn unten: Sieben Impulse zu einer geerdeten Spiritualität. Donauwörth 2003, ISBN 3-87904-297-7.
- mit Gisela Rosemann: Sprich ein deutliches Ja. 33 Bausteine für die Firmkatechese. Donauwörth 2003, ISBN 3-87904-274-8.
- mit Martino Machowiak: Lebendig alt sein. Echter-Verlag, Würzburg 2020, ISBN 978-3-429-05533-2.

### Beiträge in Sammelwerken
- „Dort kommt ja dieser Träumer...“ In: Hubert Brosseder: Josef. Gestalten des Alten Testaments in Erwachsenenbildung, Predigt und Unterricht. Wewel-Verlag, München 1996, ISBN 978-3-87904-202-9, S. 32–44.
- Abraham, zieh fort! In: Hubert Brosseder (Hrsg.): Abraham. Gestalten des Alten Testaments in Erwachsenenbildung, Predigt und Unterricht. Wewel-Verlag, München 1996, ISBN 978-3-87904-200-5, S. 34–36.
- „... dass du für dich selbst fest entschlossen bist, so zu handeln“. In: Uto J. Meier (Hrsg.): Führung. Macht. Sinn. Ethos und Ethik für Entscheider in Wirtschaft, Gesellschaft und Kirche. Pustet-Verlag, Regensburg 2010, ISBN 978-3-7917-2264-1, S. 490–500.

### Zeitschriftenartikel (in Auswahl)
- Grenzüberwindung, Predigt Weihnachten (Am Tag), 24./25. Dezember 2010. In: PUK, 150. Jahrgang, 2011, Heft 1, online verfügbar.
- Ostern – das Fest der Würde des Menschen, Predigt Ostern (Am Tag), 20/21. April 2014. In: PUK, 153. Jahrgang, 2014, Heft 3, S. 355–357.
- »Tröstet mein Volk«, Predigt Zweiter Adventssonntag – 10. Dezember 2017. In: PUK, 157. Jahrgang, 2018, Heft 1.
- Die Tugend der Hartnäckigkeit (Lk 18,1-18), Lesepredigt 29. Sonntag im Jahrekreis – 20. Oktober 2019. In: PUK, 158. Jahrgang, 2019, Heft 6 S. 735–756.
- Gottes unergründliche Entscheidungen (Röm 6,33-36), Predigt 21. Sonntag im Jahrekreis – 23. August 2020. In: PUK, 159. Jahrgang, 2020, Heft 5 S. 611–614.
- Viele Wohnungen (Joh 14,1-6), Gestorben und auferstanden - Predigten angesichts des Todes. In: PUK, 161. Jahrgang, 2022, Heft 3 S. 436–438.
- Das Himmelreich ist nah (Mt 4,12-17), Predigt 3. Sonntag im Jahreskreiss. In: PUK, 162. Jahrgang, 2023, Heft 1 S. 85–87.
- Von der Hoffnung Zeugnis geben (1 Petr 3,15-18) – 6. Sonntag der Osterzeit, in: PUK, 162. Jahrgang, Heft 3, 2023, S. 340–343.
- »der wird es gewinnen ...« (Mt 10,37-42) – 13. Sonntag im Jahreskreis, in: PUK, 162. Jahrgang, Heft 4, 2023, S. 465–467.
- Zur Ruhe kommen  (Mt 11,25-30) – 14. Sonntag im Jahreskreis, in: PUK, 162. Jahrgang, Heft 4, 2023, S. 477–478.